# 奥巴马橙衣
歐巴馬橙衣（學名：Caloplaca obamae）是茶漬綱橙衣屬的一種地衣，得名自曾任美國總統的贝拉克·奥巴马，為首個以歐巴馬為名的物種。本種於2007年由加利福尼亞大學河濱分校植物標本館的地衣學家克里·克努森（Kerry Knudsen）在加州聖羅莎島發現，並於2009年發表。克里指本種之名是為向歐巴馬對科學與科學教育的支持表達感謝，且論文剛好在歐巴馬就職總統當天完稿。

## 形態
歐巴馬橙衣的外形為殼狀，由許多橘色顆粒（granules）組成，顆粒的直徑約30－50微米，常聚集成直徑0.2－1毫米的斑塊。藻層不連續，厚約50－100微米，不存在於斑塊的間隙中，周圍有假薄壁組織形成的皮層（paraplectenchymatous cortex）。下皮層（hypothallus）有透明的假根與基質相連，點滴測驗結果為K+C-。
另外本種地衣葉狀體的周圍也有出現少量子囊盤，直徑約0.2－0.4毫米，呈橘色，不過發表者認為這些子囊盤可能屬於共同生長的同屬另一物種Caloplaca ludificans，而歐巴馬橙衣可能僅以無性生殖繁殖。

## 分布
歐巴馬橙衣生長在美國加利福尼亞州聖羅莎島北部的海岸台地上，未於加州本土或海峽群島的其他島上發現。本種地衣的生長受外來種大型哺乳動物的嚴重干擾，聖羅莎島近百年來曾有大規模牛隻放牧，直至1998年方止，且2011年以前島上還有許多用作獵物的鹿科動物，這些動物的踩踏易對本種地衣造成破壞，但隨著這些動物的移除，克里認為本種地衣可望在往後50年內重新在島上繁盛。

## 分類
有未發表的分子證據顯示橙衣屬中，歐巴馬橙衣與澳洲的Caloplaca bermaguiana、蘇格蘭一尚未發表的物種與南美洲若干個尚未發表的物種親緣關係接近。